# Number Ones (album)
Number Ones je album najvećih hitova američkog pevača-tekstopisca Majkla Džeksona izdat od strane Soni Mjuzika 2003.

## Album informacije
U SAD je odlikovan platinastim tiražom u novembru 2005. i prema rečima Nilsen Saundskena,album je prodat naknadno u 227 000 kopija u aprilu 2007. Širom sveta album je prodat u više od 6 miliona kopija. U isto vreme izašlo je DVD izdanje sa spotovima pesama koje su imale značajan uspeh.
Osim Džeksonovih internacionalnih broj jedan hitova,kompilacija sadrži novi singl „One More Chance“ koji je za Džeksona napisao R. Keli. Pesma izdata kao singl nije dospela na prvom mestu u SAD.
Album sadrži i uživo nastup sa pesmom „Ben“.

## Lista pesama

### Internacionalna lista pesama
-{
1. "Don‘t Stop ‘til You Get Enough"
2. "Rock with You"
3. "Billie Jean"
4. "Beat It"
5. "Thriller"
6. "Human Nature"
7. "I Just Can't Stop Loving You"
8. "Bad"
9. "The Way You Make Me Feel"
10. "Dirty Diana"
11. "Smooth Criminal"
12. "Black or White"
13. "You Are Not Alone"
14. "Earth Song"
15. "Blood on the Dance Floor"
16. "You Rock My World"
17. "Break of Dawn"
18. "One More Chance"}-

### Američka verzija
-{
1. "Don't Stop 'til You Get Enough"
2. "Rock with You"
3. "Billie Jean"
4. "Beat It"
5. "Thriller"
6. "I Just Can't Stop Loving You" (with Siedah Garrett)
7. "Bad"
8. "Smooth Criminal"
9. "The Way You Make Me Feel"
10. "Man in the Mirror"
11. "Dirty Diana"
12. "Black or White"
13. "You Are Not Alone"
14. "Earth Song"
15. "You Rock My World"
16. "Break of Dawn"
17. "One More Chance"
18. "Ben" (live)}-

### Evropsko-australijska-kanadska verzija
-{
1. "Don't Stop 'til You Get Enough"
2. "Rock with You"
3. "Billie Jean"
4. "Beat It"
5. "Thriller"
6. "Human Nature"
7. "I Just Can't Stop Loving You" (with Siedah Garrett)
8. "Bad"
9. "The Way You Make Me Feel"
10. "Dirty Diana"
11. "Smooth Criminal"
12. "Black or White"
13. "You Are Not Alone"
14. "Earth Song"
15. "Blood on the Dance Floor"
16. "You Rock My World"
17. "Break of Dawn"
18. "One More Chance"

## Sertifikacije
| Zemlja      | Pozicija | Sertifikacija | Prodaja   |
| ----------- | -------- | ------------- | --------- |
| Evropa      |          | Platinum      | 3,000,000 |
| SAD         | 13       | Platinum      | 1,450,000 |
| VB          | 1        | 4x Platinum   | 1,570,000 |
| Australija  | 6        | 3x Platinum   | 210,000   |
| Austrija    | 11       | Gold          | 15,000    |
| Argentina   |          | Gold          | 20,000    |
| Brazil      | 27       | Gold          | 50,000    |
| Nemačka     | 16       | Gold          | 150,000   |
| Irska       | 1        | 5x Platinum   | 75,000    |
| Japan       | 6        | Gold          | 150,000   |
| Meksiko     |          | Gold          | 50,000    |
| Novi Zeland | 10       | 3x Platinum   | 45,000    |
| Španija     | 17       | Gold          | 50,000    |
| Singapur    |          | Platinum      | 17,650    |
| Švajcarska  | 14       | Gold          | 20,000    |
| Turska      |          | Gold          | 80,000    |